# Бухта Тихая (Сахалин)
Тихая — бухта на восточном побережье острова Сахалин, в Макаровском районе Сахалинской области.

## Географическое положение
Бухта расположена в 118 км к северу от Южно-Сахалинска (118 км по прямой, по дороге это более 130 км), между горной вершиной пик Смелый и Мысом Тихий.

## Описание
Своё название бухта получила благодаря русскому мореплавателю И. Ф. Крузенштерну (поход 1803—1806 гг). С запада и севера бухту защищают отроги хребта Жданко от холодных и сильных северных и северо-восточных ветров, а каменный бенч мыса Тихий служит волнорезом. Песчаная полоса идёт вдоль кромки воды (10-20 метров). После штормов на ней можно найти местный янтарь — сахалинит. Остальную часть побережья занимают чёрно-коричневые скалы и большие камни, торчащие из плотного песчаника. В северной части бухты находится скальный островок «Заметный», имеющий плоскую вершину и широкое основание, берег которого не имеет мест, пригодных для высадки.
Большую часть бухты занимают огромные валуны и скалы высотой около 30 метров. Морские волны не только обтесали валуны, но и пробили длинные узкие проходы в основании скал. Основной состав скал — вулканические и осадочные породы.
Глубина в заливе близ берега около 1,5 метров, в летний период вода прогревается до +20 °С, что привлекает большое количество местного населения и туристов. В южной части бухты можно увидеть сёрфингистов. В северной части бухты есть несколько водопадов.

## Климат
Средняя температура зимой, которая длится с октября по май, −24 °С, летом +19 °С. Влажный, с туманами летом и тайфунами зимой, климат соответствует побережью Тихого океана.

## История
По основной версии название бухте дал И. Ф. Крузенштерн, однако оно могло произойти и от древнего названия поселения айнов, живших здесь до принадлежности Сахалина какому либо государству. Поселение айнов имело название «Тикахэросинай», русские по созвучию стали называть её «Тихой».

## Флора
На побережье произрастают: морской шиповник, брусника, курильский бамбук, термопсис, аралия, мертензия.

## Примечание
1. ↑  Бухты Южно-Сахалинска - на карте, путеводитель и фотографии с названием и описанием популярных. www.openarium.ru. Дата обращения: 12 мая 2022. Архивировано 15 января 2020 года.
2. ↑  Бухта Тихая | Сахалинская область | SHAMORA.info. sakhalin.shamora.info. Дата обращения: 12 мая 2022. Архивировано 25 февраля 2020 года.
3. ↑  Остров необустроенный. Сахалин.Инфо. sakhalin.info. Дата обращения: 12 мая 2022. Архивировано 11 мая 2022 года.
4. ↑  Н.В. Вишневский " Макаровская земля". www.ys-citylibrary.ru. Дата обращения: 12 мая 2022. Архивировано 10 мая 2021 года.